# Yohane the Parhelion: Sunshine in the Mirror
Yohane the Parhelion: Sunshine in the Mirror (幻日のヨハネ -SUNSHINE in the MIRROR-?, Genjitsu no Yohane -SUNSHINE in the MIRROR-) è un progetto multimediale giapponese del franchise di Love Live!, co-prodotto dalle aziende di ASCII Media Works, Lantis e Bandai Namco Filmworks. Si tratta di uno spin-off del secondo progetto del franchise, Love Live! Sunshine!!.
La storia è ambientata in un universo fantasy e si incentra su Yohane, alter ego dell'idol Yoshiko Tsushima, del gruppo delle Aqours.
Il progetto è stato inizialmente pubblicato come un manga scritto da Kōta Matsuda e serializzato sulla rivista Love Live! Days a partire dal 2022. Ha ricevuto un adattamento anime nel 2023 prodotto da Bandai Namco Filmworks, diretto da Asami Nakatani e scritto da Toshiya Ono. Gli episodi sono stati trasmessi in Giappone dal 2 luglio al 24 settembre 2023 su Tokyo MX e BS11, mentre sono stati pubblicati da Crunchyroll per lo streaming fuori dall'Asia. Lo stesso anno sono stati pubblicati due videogiochi basati sul progetto, ovvero Yohane the Parhelion: Blaze in the Deepblue e Yohane the Parhelion: Numazu in the Mirage.

## Trama
Yohane (alter ego di Yoshiko Tsushima del gruppo delle Aqours), dopo essersi trasferita in città e aver provato senza successo a diventare un'idol, fa ritorno a Numazu, il suo paesino natale, dove vive insieme al suo lupo parlante Lailaps e inizia a lavorare come cartomante, anche se si ritrova per la maggior parte del tempo ad aiutare gli altri abitanti della città. 

## Personaggi
Yohane (ヨハネ?)
Doppiata da: Aika Kobayashi
Una ragazza originaria di Numazu, che decide di ritornare alla sua città natale dopo aver cercato senza successo di diventare un'idol. Possiede un locale dove lavora come cartomante, e dove vive insieme al suo lupo parlante Lailaps. Non ha buoni ricordi della sua infanzia a Numazu, e per questo inizialmente cerca di evitare il contatto con i suoi abitanti. È amica d'infanzia di Hanamaru.
Hanamaru (ハナマル?)
Doppiata da: Kanako Takatsuki
Amica d'infanzia di Yohane. Lavora in una panetteria dove prepara dolci da vendere in strada.
Dia (ダイヤ?, Daiya)
Doppiata da: Arisa Komiya
La segretaria generale degli uffici amministrativi di Numazu. Di notte, protegge la città sotto l'alter ego di Scarlet Delta, una motociclista mascherata.
Ruby (ルビィ?, Rubii)
Doppiata da: Ai Furihata
È la sorella di Dia, e possiede le sembianze di una piccola fata. A differenza della sorella, non riesce ad assumere sembianze umane e deve perciò mantenere sempre questa forma. Durante le ronde notturne, Ruby può entrare nella moto di Dia per controllarla.
Chika (チカ?)
Doppiata da: Anju Inami
Insieme alla sua famiglia gestisce uno ryokan a Numazu. Di notte, protegge Numazu e la foresta come eroina mascherata sotto il nome di "Katy", e insieme alle sue due sorelle forma una squadra di eroine chiamata Million Dollar.
Mari (マリ?)
Doppiata da: Aina Suzuki
Una ragazza che possiede due corna lunghe e poteri magici. A causa delle sue corna si è sempre sentita diversa rispetto al resto degli abitanti di Numazu, e per questo vive in isolamento nel castello della vicina isola di Washima. Controlla dei piccoli spiriti magici, tramite i quali riesce a sapere ciò che avviene in città. Grazie a Yohane, riesce a superare la sua paura e a ritornare a Numazu.
You (ヨウ?)
Doppiata da: Shuka Saitō
Una ragazza che abita a Numazu e lavora come postino volante. Per librarsi in aria utilizza un cannone e per raggiungere la destinazione utilizza una specie di deltaplano. Chiede a Yohane di aiutarla nella consegna delle lettere e in questo modo fa provare il suo metodo di volo.
Kanan (カナン?)
Doppiata da: Nanaka Suwa
Una ragazza che vive in riva al mare, che Yohane conosce mentre aiuta You a consegnare le lettere. Lavora come meccanica e si occupa di riparazioni utilizzando scarti e rifiuti trovati durante le sue immersioni nel mare.
Riko (リコ?)
Doppiata da: Rikako Aida
Una zoologa che è arrivata a Numazu per fare ricerche su gli animali. È molto interessata a Lailaps.
Lailaps (ライラプス?, Rairapusu)
Doppiata da: Yōko Hikasa
Il lupo domestico parlante di Yohane, che ritrova dopo che ritorna a Numazu. Vive insieme alla protagonista e la accompagna lungo la trama.

## Media

### Manga
Un manga dal titolo Genjitsu no Yohane -Unpolarized reflection-, con testi di Sakurako Kimino e disegni di Kōta Matsuda, è stato pubblicato nella rivista Love Live! Days a partire da febbraio 2022. Il 31 gennaio 2023 è stato pubblicato il primo tankōbon.
| Nº | Data di prima pubblicazione | Data di prima pubblicazione | Data di prima pubblicazione |
| Nº | Giapponese                  | Giapponese                  |                             |
| -- | --------------------------- | --------------------------- | --------------------------- |
| 1  | 31 gennaio 2023             | ISBN 978-4-0491-4793-3      |                             |
| 2  | 15 settembre 2023           | ISBN 978-4-0491-5316-3      |                             |
| 3  | 30 maggio 2024              | ISBN 978-4-0491-5641-6      |                             |

### Anime
Il 1º aprile 2022 è stato pubblicato sui canali ufficiali del franchise un video animato basato sull'ambientazione del manga di Genjitsu no Yohane. Il 26 giugno 2022 viene pubblicato l'effettivo annuncio della serie anime per l'anno successivo.
L'adattamento animato, realizzato da Bandai Namco Filmworks, diretto da Asami Nakatani e scritto da Toshiya Ono, è andato in onda su  Tokyo MX, Sun Television, Kyoto Broadcasting System, Nippon BS Broadcasting e TV Aichi dal 2 luglio al 24 settembre 2023. Al di fuori dell'Asia, l'anime è stato pubblicato da Crunchyroll. La sigla di apertura è Genjitsu Mysterium (幻日ミステリウム?), mentre quella di chiusura è Kimi no tame boku no tame (キミノタメボクノタメ?), entrambe eseguite dal gruppo delle Aqours.
Il 30 giugno 2024 viene annunciato un film riassuntivo della serie animata per il 29 novembre dello stesso anno.

#### Episodi
| Nº | Titolo italiano Giapponese 「Kanji」 - Rōmaji                                        | In onda           | In onda |
| Nº | Titolo italiano Giapponese 「Kanji」 - Rōmaji                                        | Giapponese        |         |
| 1  | La prima canzone 「はじまりのうた」 - Hajimari no uta                                | 2 luglio 2023     |         |
| 2  | Il mio lavoro 「わたしのおしごと」 - Watashi no oshigoto                             | 9 luglio 2023     |         |
| 3  | Squadra, siete pronte? 「団結Are you ready?」 - Danketsu Are you ready?              | 16 luglio 2023    |         |
| 4  | In mezzo tra cielo e mare 「空と海のあいだ」 - Sora to umi no aida                   | 23 luglio 2023    |         |
| 5  | Il segreto del demone 「まおうのひみつ」 - Maō no himitsu                            | 30 luglio 2023    |         |
| 6  | Una timida armonia 「ひとみしりのハーモニー」 - Hitomishiri no hāmonī                | 6 agosto 2023     |         |
| 7  | Cos'è una festa tra ragazze? 「女子会ってなあに？」 - Joshikai tte nāni?             | 13 agosto 2023    |         |
| 8  | Trasmettila! Sea breeze 「届け！Sea breeze」 - Todoke! Sea breeze                    | 20 agosto 2023    |         |
| 9  | Cerchiamo Lailaps 「ライラプスをさがせ」 - Rairapusu o sagase                        | 27 agosto 2023    |         |
| 10 | A presto, Yohane-chan! 「いってらっしゃいヨハネちゃん！」 - Itterasshai, Yohane-chan | 3 settembre 2023  |         |
| 11 | La magia di Yohane 「ヨハネのまほう」 - Yohane no mahō                               | 10 settembre 2023 |         |
| 12 | Addio Lailaps 「さようならライラプス」 - Sayōnara Rairapusu                          | 17 settembre 2023 |         |
| 13 | E così, anche oggi... 「そして今日も」 - Soshite kyō mo                              | 24 settembre 2023 |         |

### Videogiochi
Un videogioco a piattaforme sviluppato da Inti Creates intitolato Yohane the Parhelion: Blaze in the Deepblue è stato pubblicato il 16 novembre 2023 per PlayStation 4, PlayStation 5, Xbox One, Xbox Series, Nintendo Switch e PC. Il giocatore interpreta la protagonista Yohane, la quale deve attraversare diversi livelli per salvare le sue amiche. Il 22 febbraio 2024 è stato pubblicato il videogioco di carte collezionabili Yohane the Parhelion: Numazu in the Mirage, sviluppato da BeXide e reso disponibile per PlayStation 5, Nintendo Switch e PC.

## Accoglienza

### Critica
Onosume di Anime UK News ha recensito la serie animata, elogiandone la musica, il character design e l'idea di «portare i personaggi in un mondo fantasy». Ha tuttavia criticato la realizzazione complessiva, evidenziando come sarebbe stato meglio avere una «narrazione più forte e più profondità [nella trama] per farla risplendere».